# Sauber C44
La Sauber C44 è una monoposto di Formula 1, costruita dalla scuderia Sauber per partecipare al campionato mondiale di Formula 1 2024.
La vettura è stata presentata il 5 febbraio 2024.

## Livrea
Terminata la partnership con Alfa Romeo, la scuderia abbandona la precedente livrea rosso-nera adottando una inedita colorazione nera e verde fluorescente ispirando alla piattaforma di streaming legata di Stake, Kick.

## Carriera agonistica

### Stagione
Per la terza stagione consecutiva viene confermata la coppia formata da Valtteri Bottas e da Zhou Guanyu.
La scuderia elvetica vede aggravarsi le difficoltà della stagione precedente, rimanendo costantemente lontana dalla zona punti per tutta la stagione.
Nel finale della stagione acquisisce una leggera competitività, raggiungendo per la prima volta i punti in campionato alla penultima gara in Qatar con l'ottavo posto di Zhou. Alla fine della stagione il team elvetico si piazza all'ultimo posto nei costruttori, con appena 4 punti conquistati. 

## Piloti
| Piloti ufficiali     | Piloti ufficiali | Piloti ufficiali |
| Nazione              | Nome             | Numero           |
| -------------------- | ---------------- | ---------------- |
| Finlandia (bandiera) | Valtteri Bottas  | 77               |
| Cina (bandiera)      | Zhou Guanyu      | 24               |
| Piloti di riserva    |                  |                  |
| Nazione              | Nome             | Numero           |
| Francia (bandiera)   | Théo Pourchaire  | 98               |
| Barbados (bandiera)  | Zane Maloney     |                  |
| Israele (bandiera)   | Robert Švarcman  | 97               |

## Risultati in Formula 1
| Anno | Team        | Motore  | Gomme | Piloti |    |    |    |     |     |    |    |    |    |    |    |    |    |     |    |    |    |    |    |    |    |    |    |     | Punti | Pos. |
| ---- | ----------- | ------- | ----- | ------ | -- | -- | -- | --- | --- | -- | -- | -- | -- | -- | -- | -- | -- | --- | -- | -- | -- | -- | -- | -- | -- | -- | -- | --- | ----- | ---- |
| 2024 | Kick Sauber | Ferrari | P     | Bottas | 19 | 18 | 14 | 14  | Rit | 16 | 18 | 13 | 13 | 16 | 16 | 15 | 16 | 15  | 19 | 16 | 16 | 16 | 17 | 14 | 13 | 18 | 11 | Rit | 4     | 10º  |
| 2024 | Kick Sauber | Ferrari | P     | Zhou   | 11 | 17 | 15 | Rit | 14  | 14 | 15 | 16 | 15 | 13 | 17 | 18 | 19 | Rit | 20 | 18 | 14 | 15 | 19 | 15 | 15 | 13 | 8  | 13  | 4     | 10º  |

| Legenda | 1º posto     | 2º posto | 3º posto    | A punti         | Senza punti/Non class.  | Grassetto – Pole position Corsivo – Giro più veloce Apice – Risultato Sprint (A punti) |
| Legenda | Squalificato | Ritirato | Non partito | Non qualificato | Solo prove/Terzo pilota | Grassetto – Pole position Corsivo – Giro più veloce Apice – Risultato Sprint (A punti) |

### Esplicative
1. ↑  La squadra viene iscritta nel Gran Premio d'Australia, nel Gran Premio di Spagna, nel Gran Premio del Belgio, nel Gran Premio del Qatar e nel Gran Premio di Abu Dhabi come Kick Sauber F1 Team.[1][2][3][4][5]

### Bibliografiche
1. ↑  (EN) 2024 Australian Grand Prix - Entry list (PDF), su fia.com, 22 marzo 2024.
2. ↑  (EN) 2024 Spanish Grand Prix - Entry list (PDF), su fia.com, 21 giugno 2024.
3. ↑  (EN) 2024 Belgian Grand Prix - Entry list (PDF), su fia.com, 26 luglio 2024.
4. ↑  (EN) 2024 Qatar Grand Prix - Entry list (PDF), su fia.com, 29 novembre 2024.
5. ↑  (EN) 2024 Abu Dhabi Grand Prix - Entry list (PDF), su fia.com, 6 dicembre 2024.
6. ↑   Sauber C44, verde a parte ecco come cambia Stake, su autosprint.corrieredellosport.it, 6 febbraio 2024. URL consultato il 9 febbraio 2024.
7. ↑   Franco Nugnes, F1 | Sauber C44: tre soluzioni per un cambio di identità, su it.motorsport.com, 5 febbraio 2024. URL consultato il 9 febbraio 2024.
8. ↑   Paola De Carolis, Sauber C44 Stake, ecco la macchina di Valtteri Bottas e Zhou Guanyu, su corriere.it, 2 maggio 2024. URL consultato il 9 febbraio 2024.